# سوزان محمد محمد أمين
سوزان محمد محمد أمين وهي سياسية عراقية شغلت منصب عضوة في مجلس النواب العراقي في دورته الأولى من عام 2005 إلى 2010.